# Zuidelijke bandspanner
De zuidelijke bandspanner (Nycterosea obstipata, syn. Orthonama obstipata) is een vlinder uit de familie Geometridae, de spanners. De voorvleugellengte bedraagt tussen de 12 en 14 millimeter. De imago kent een duidelijke geslachtsdimorfie: het mannetje heeft een lichte grondkleur, terwijl het wijfje een roodbruine grondkleur heeft.

## Waardplanten
De zuidelijke bandspanner heeft allerlei kruidachtige planten als waardplanten.

## Voorkomen
De zuidelijke bandspanner komt voor in Eurazië, Afrika en Noord-Amerika.

## Voorkomen in Nederland en België
De zuidelijke bandspanner is in Nederland en België een zeldzame trekvlinder, die verspreid over het hele gebied kan worden gezien. De vlinder vliegt hier van april tot in november.